# Gerson Martínez
Gerson Sebastián Martínez Arredondo (El Melón, Región de Valparaíso, 10 de enero de 1989) es un futbolista chileno. Juega de delantero y su equipo actual es Deportes Colina de la Segunda División Profesional de Chile.

## Trayectoria
Comenzó jugando a los siete años en el club Minas Melón (amateur) hasta que a los catorce años se unió a las divisiones inferiores de Unión La Calera donde, gracias a su gran talento, paso a las divisiones inferiores de Universidad Católica donde no pudo permanecer mucho tiempo ya que este club no compró su pase.
Tras sus frustrados pasos por las categorías inferiores de los clubes anteriormente mencionados volvió a jugar en su equipo de barrio MINAS MELÓN durante un año, luego de esto gracias a un amigo pudo probarse en San Luis de Quillota, club que quiso quedarse con él teniendo que comprar su padre el pase ya que este aun lo poseía Unión La Calera y con esto podría jugar por su nuevo club.
El año 2006 logra debutar con San Luis de Quillota en el fútbol profesional jugando en la Primera B de Chile donde permaneció jugando de forma intermitente logrando un título y el ascenso a la Primera División. Según un anuncio del presidente de San Luis de Quillota, partiría en enero del 2011 al fútbol de Suecia pero su traspaso no se dio y tras vivir el descenso a la segunda división del fútbol chileno, permaneció jugando en el club quillotano y en el 2012; Colo-Colo, equipo de la Primera División compró el 50% del pase del jugador y lo envió a préstamo a Cobreloa actual subcampeón de esa categoría.
En 2013 llegó a Colo-Colo para jugar el Torneo de Transición. En el cuadro albo no pudo consolidar su rendimiento y tras la llegada del entrenador Gustavo Benítez fue enviado a préstamo a Deportes Iquique. Para el segundo semestre ficha por Deportes Iquique.
En 2014 llegó como refuerzo a Deportes Antofagasta junto a su exentrenador de su exequipo Deportes Iquique Jaime Vera.

## Selección nacional
Por la Selección Chilena Sub-20 había sido considerado para el Campeonato Sudamericano Sub 20 de 2009 pero una lesión lo dejó fuera de la nómina final, pero su revancha vendría en la Selección Chilena Sub-21 en el Torneo Esperanzas de Toulon de 2009 bajo las órdenes del entrenador Ivo Basay convirtiendo el gol que permitió al equipo chileno ser el ganador del trofeo. Además Martínez se convirtió en el goleador del certamen. Obtuvo también el premio al "jugador revelación" del mismo torneo.
En mayo del 2010, fue citado otra vez para la Selección Chilena Sub-22 esta vez dirigida por César Vaccia para volver a participar en el Torneo Esperanzas de Toulon de 2010, en este certamen el equipo quedó en cuarto lugar no logrando defender el título del año anterior. En mayo del 2011 fue citado por Claudio Borghi a una selección sub-25 de proyección compuesta solo por jugadores de la Primera B de Chile que podría ser utilizada como sparring para la Selección de fútbol de Chile siendo esto último la última ocasión en que ha estado convocado a una selección nacional.

## Estadísticas

### Clubes
| San Luis · Chile |               |               |     |    |    |    |    |    |   |   |     |     |    |      |      |
| 2.ª | 2006          | 14            | 1   | 1  | —  | —  | —  | —  | — | — | 14  | 1   | 1  | 0,07 |      |
| 2.ª | 2007          | 17            | 1   | 2  | —  | —  | —  | —  | — | — | 17  | 1   | 2  | 0,06 |      |
| 2.ª | 2008          | 30            | 9   | 7  | 2  | 0  | 1  | —  | — | — | 32  | 9   | 8  | 0,28 |      |
| 2.ª | 2009          | 31            | 8   | 5  | 5  | 0  | 1  | —  | — | — | 36  | 8   | 6  | 0,22 |      |
| 1.ª | 2010          | 20            | 3   | 2  | 5  | 1  | 2  | —  | — | — | 25  | 4   | 4  | 0,16 |      |
| 2.ª | 2011          | 36            | 6   | 6  | 6  | 0  | 1  | —  | — | — | 42  | 6   | 7  | 0,14 |      |
| 1.ª | 2016-17       | 26            | 3   | 4  | 6  | 3  | 0  | —  | — | — | 32  | 6   | 4  | 0,19 |      |
| 1.ª | 2017          | 13            | 0   | 2  | 6  | 2  | 0  | —  | — | — | 19  | 2   | 2  | 0,11 |      |
| 1.ª | 2018          | 17            | 2   | 0  | 2  | 1  | 0  | —  | — | — | 19  | 3   | 0  | 0,16 |      |
| Total club | Total club    | 204           | 33  | 29 | 32 | 7  | 5  | 0  | 0 | 0 | 236 | 40  | 34 | 0,17 |      |
| Cobreloa · Chile |               |               |     |    |    |    |    |    |   |   |     |     |    |      |      |
| 1.ª | 2012          | 25            | 3   | 0  | 4  | 0  | 1  | 3  | 0 | 0 | 32  | 3   | 1  | 0,09 |      |
| Total club | Total club    | 25            | 3   | 0  | 4  | 0  | 1  | 3  | 0 | 0 | 32  | 3   | 1  | 0,09 |      |
| Colo-Colo · Chile |               |               |     |    |    |    |    |    |   |   |     |     |    |      |      |
| 1.ª | 2013          | 7             | 0   | 0  | —  | —  | —  | —  | — | — | 7   | 0   | 0  | 0,00 |      |
| Total club | Total club    | 7             | 0   | 0  | 0  | 0  | 0  | 0  | 0 | 0 | 7   | 0   | 0  | 0,00 |      |
| Colo-Colo B · Chile |               |               |     |    |    |    |    |    |   |   |     |     |    |      |      |
| 3.ª | 2013          | 3             | 4   | 2  | —  | —  | —  | —  | — | — | 3   | 4   | 2  | 1,33 |      |
| Total club | Total club    | 3             | 4   | 2  | 0  | 0  | 0  | 0  | 0 | 0 | 3   | 4   | 2  | 1,33 |      |
| Deportes Iquique · Chile |               |               |     |    |    |    |    |    |   |   |     |     |    |      |      |
| 1.ª | 2013-14       | 33            | 7   | 2  | 18 | 3  | 3  | —  | — | — | 51  | 10  | 5  | 0,20 |      |
| Total club | Total club    | 33            | 7   | 2  | 18 | 3  | 3  | 0  | 0 | 0 | 51  | 10  | 5  | 0,20 |      |
| Deportes Antofagasta · Chile |               |               |     |    |    |    |    |    |   |   |     |     |    |      |      |
| 1.ª | 2014-15       | 25            | 5   | 3  | 6  | 2  | 1  | —  | — | — | 31  | 7   | 4  | 0,23 |      |
| 1.ª | 2015-16       | 17            | 1   | 0  | 6  | 0  | 1  | —  | — | — | 23  | 1   | 1  | 0,04 |      |
| Total club | Total club    | 42            | 6   | 3  | 12 | 2  | 2  | 0  | 0 | 0 | 54  | 8   | 5  | 0,15 |      |
| Deportes Colina · Chile |               |               |     |    |    |    |    |    |   |   |     |     |    |      |      |
| 3.ª | 2019          | 23            | 10  | 4  | —  | —  | —  | —  | — | — | 23  | 10  | 4  | 0,44 |      |
| Total club | Total club    | 23            | 10  | 4  | 0  | 0  | 0  | 0  | 0 | 0 | 23  | 10  | 4  | 0,44 |      |
| Total carrera | Total carrera | Total carrera | 337 | 63 | 40 | 66 | 12 | 11 | 3 | 0 | 0   | 406 | 75 | 51   | 0,19 |
| (1) Incluye datos de la Liguilla de Promoción (2009); Liguilla Pre-Libertadores / Supercopa de Chile (2013-14); Copa Chile (2008-Act.). (2) Incluye datos de la Copa Sudamericana (2012). (3) No incluye goles en partidos amistosos. |               |               |     |    |    |    |    |    |   |   |     |     |    |      |      |

### Selecciones
| Selección      | Temporada     | Amistosos | Amistosos | Amistosos | Sudamérica(1) | Sudamérica(1) | Sudamérica(1) | Mundial | Mundial | Mundial | Total | Total | Total  | Media goleadora |
| Selección      | Temporada     | Part.     | Goles     | Asist.    | Part.         | Goles         | Asist.        | Part.   | Goles   | Asist.  | Part. | Goles | Asist. | Media goleadora |
| -------------- | ------------- | --------- | --------- | --------- | ------------- | ------------- | ------------- | ------- | ------- | ------- | ----- | ----- | ------ | --------------- |
| Sub-21 · Chile | 2009          | 5         | 4         | 0         | —             | —             | —             | —       | —       | —       | 5     | 4     | 0      | 0,80            |
| Sub-21 · Chile | Total         | 5         | 4         | 0         | 0             | 0             | 0             | 0       | 0       | 0       | 5     | 4     | 0      | 0,25            |
| Sub-22 · Chile | 2010          | 4         | 1         | 0         | —             | —             | —             | —       | —       | —       | 4     | 1     | 0      | 0,25            |
| Sub-22 · Chile | Total         | 4         | 1         | 0         | 0             | 0             | 0             | 0       | 0       | 0       | 4     | 1     | 0      | 0,25            |
| Sub-25 · Chile | 2011          | 1         | 0         | 1         | —             | —             | —             | —       | —       | —       | 1     | 0     | 1      | 0,00            |
| Sub-25 · Chile | Total         | 1         | 0         | 1         | 0             | 0             | 0             | 0       | 0       | 0       | 1     | 0     | 1      | 0,00            |
| Total carrera  | Total carrera | 10        | 5         | 1         | 0             | 0             | 0             | 0       | 0       | 0       | 10    | 5     | 1      | 0,50            |
|                |               |           |           |           |               |               |               |         |         |         |       |       |        |                 |

### Resumen estadístico
| Competición           | Partidos | Goles | Promedio | Asistencias | Promedio | Goles y asistencias | Promedio |
| --------------------- | -------- | ----- | -------- | ----------- | -------- | ------------------- | -------- |
| Primera División      | 183      | 24    | 0,13     | 13          | 0,07     | 37                  | 0,20     |
| Segunda División      | 128      | 25    | 0,20     | 21          | 0,16     | 46                  | 0,36     |
| Tercera División      | 26       | 14    | 0,54     | 6           | 0,23     | 20                  | 0,77     |
| Copas nacionales      | 66       | 12    | 0,18     | 11          | 0,17     | 23                  | 0,35     |
| Copas internacionales | 3        | 0     | 0,00     | 0           | 0,00     | 0                   | 0,00     |
| Selección sub-25      | 1        | 0     | 0,00     | 1           | 1,00     | 1                   | 1,00     |
| Selección sub-22      | 4        | 1     | 0,25     | 0           | 0,00     | 1                   | 0,25     |
| Selección sub-21      | 5        | 4     | 0,80     | 0           | 0,00     | 4                   | 0,80     |
| Total                 | 416      | 80    | 0,19     | 52          | 0,13     | 132                 | 0,32     |

### Hat-tricks
| 1 | 27 de febrero de 2013 | Monumental, Macul | Colo-Colo B - San Antonio Unido |  | 5 - 3 | Transición Segunda División Profesional 2013 |

## Palmarés

### Campeonatos nacionales
| Título             | Club             | País  | Año     |
| ------------------ | ---------------- | ----- | ------- |
| Primera B de Chile | San Luis         | Chile | 2009-C  |
| Copa Chile         | Deportes Iquique | Chile | 2013-14 |

### Campeonatos internacionales Selecciones
| Título                      | Club             | País    | Año  |
| --------------------------- | ---------------- | ------- | ---- |
| Torneo Esperanzas de Toulon | Selección sub-21 | Francia | 2009 |

### Distinciones individuales
| Distinción                                     | Club             | País  | Año  |
| ---------------------------------------------- | ---------------- | ----- | ---- |
| Jugador Revelación Torneo Esperanzas de Toulon | Selección sub-21 | Chile | 2009 |
| Máximo Goleador Torneo Esperanzas de Toulon    | Selección sub-21 | Chile | 2009 |